# 무라카미 나츠미
무라카미 나츠미(일본어: 村上 奈津実 むらかみ なつみ[*], 1995년 9월 7일 ~ )는 일본의 여성 성우. 도쿄도 출신. 유린 프로 소속.